# Waylon Smithers
Waylon Smithers je fiktivní postava z amerického animovaného seriálu Simpsonovi. Poprvé se objevil v dílu Homerova odysea, jeho hlas však bylo možné slyšet i v premiéře seriálu Vánoce u Simpsonových. Je dokonalým manažerem a osobním asistentem majitele Springfieldské jaderné elektrárny pana Burnse, který se k němu obvykle chová nespravedlivě. 
Smithersova loajalita a oddanost panu Burnsovi byla inspirována tím, jak se četní vedoucí pracovníci a zaměstnanci společnosti Fox chovali k Barrymu Dillerovi. Smithersovo křestní jméno (Waylon) bylo odvozeno od jména loutkáře Waylanda Flowerse, nápad na Smithersovu nejednoznačnou sexuální orientaci pochází od Sama Simona. Navrhl, aby byl Smithers gay a měl nehynoucí lásku k panu Burnsovi. Smithers byl ve svém prvním vystoupení černochem s modrými vlasy, Matt Groening v rozhovoru pro TMZ uvedl, že šlo o chybu, ale producenti neměli dost peněz na opravu.
Smithers je věrný, poslušný a patolízalský asistent pana Burnse a vztah mezi nimi je častým běžícím gagem. Smithers v mnoha ohledech představuje stereotyp uzavřeného gaye. Objevují se četné narážky a dvojsmysly na jeho homosexualitu, ačkoli někteří producenti pořadu ho místo toho interpretují jako „burnssexuála“. V epizodě 27. řady Burnsova klec přiznal, že je gay.

## Role vSimpsonových
Waylon Smithers je oddaný výkonný asistent pana Burnse. Jeho otec, Waylon Smithers starší, pracoval pro Burnse, dokud nezemřel na otravu radiací poté, co zachránil Springfield před potenciálním jaderným výbuchem, když byl Smithers ještě dítě. Smithers začal krátce po svém narození považovat pana Burnse za svého velitele. Až do roku 2016 nebyl otevřeně gay, ale většina lidí věděla, že je homosexuál, ještě než se k tomu přiznal. V retrospektivě bylo odhaleno, že byl kdysi ženatý se ženou, ale rozvedli se, když mezi ně vstoupil pan Burns. Smithers je ukázán jako vášnivě a hluboce zamilovaný do pana Burnse a jeho sexuální orientace byla autory seriálu charakterizována jako „burnssexuální“. Navzdory excentrické lásce ke svému šéfovi se Smithers jeví jako jeden z mála lidí v elektrárně, kteří jsou zdánlivě kompetentní ve své práci, na rozdíl od líných, otylých podřízených, jako je Homer Simpson a senilní pan Burns, který je často mimo moderní dobu. „Zaslouží si svůj čas,“ uvedl scenárista seriálu Simpsonovi Johnny LaZebnik o Smithersově gayském milostném příběhu v roce 2021.
Pan Burns zůstal o Smithersově oddaném zbožňování z velké části nevědomý, což Smitherse značně frustrovalo. Sám pan Burns se zapletl s několika ženami a v díle Zamilovaný Burns je Smithers nápadně znechucen, když si pan Burns začne hledat společnici. Burns zase považuje Smitherse za tak trochu poskoka, i když pro jeho schopnosti velmi ceněného. Smithersovu oddanost „odměnil“ budoucí „poctou“, že bude po jeho smrti pohřben zaživa spolu s ním. Ukazuje se, že Smithers je na svém vztahu s Burnsem do jisté míry závislý. V díle Homer ve službě pan Burns nařídí Smithersovi, aby si vzal dovolenou, a jako dočasná náhrada je najat Homer Simpson. Když Homer ztratí nervy a udeří pana Burnse do obličeje, pan Burns se naučí být samostatný, což má za následek, že je Smithers propuštěn. Smithers se rozhodne, že musí být asistentem pana Burnse, a nakonec získá svou práci zpět. V epizodě 27. řady Burnsova klec se Smithers pokouší vyznat Burnsovi lásku, ten ho však přeruší, aby ho utvrdil v pohrdání svým asistentem.
Smithersovou oficiální prací v elektrárně se zdá být práce výkonného asistenta, což je podle jeho slov „vlastně asi 2800 menších prací“, je zodpovědný za kontrolu docházky zaměstnanců, často je disciplinovaný a získal desítky ocenění zaměstnanec měsíce. Často naznačoval, že by chtěl být povýšen na pozici výkonného viceprezidenta, ale Burns tento sen opakovaně potlačil, zatímco rozmarně obdařil viceprezidentstvím psa. Smithers má největší sbírku panenek Malibu Stacy na světě a je prezidentem fanklubu Malibu Stacy. V epizodě Máma v sukních si Smithers střihne němé cameo jako drag queen jménem „Tajuplná Waylon“.

## Postava
Waylon Smithers byl částečně založen na tom, jak se řada vedoucích pracovníků a zaměstnanců Foxu chovala k Barrymu Dillerovi. S nápadem na Smithersovu orientaci přišel Sam Simon, jenž navrhl, že Smithers by měl být gayem, ale scenáristé by na to neměli příliš upozorňovat a měli by se snažit držet to v pozadí. Jay Kogen řekl: „Původně byl gay a černoch… Ale mysleli jsme si, že je to příliš, tak jsme ho prostě nechali gayem.“. Ve scénáři k dílu Krevní msta původně Smithers říkal: „Jen mi nechte dost času, abych se dostal domů k ženě a dětem.“. Hláška však musela být kvůli času vystřižena. Smitherse namlouvá Harry Shearer, který je také hlasem pana Burnse. Shearer je často schopen přednést dialog mezi oběma postavami na jeden záběr. Dan Castellaneta příležitostně Shearera zastupuje při stolním čtení a namluví Smitherse. Jméno Waylon, které vymyslel Mike Reiss, bylo poprvé použito v dílu Jak jsem si bral Marge a pochází od loutkáře Waylanda Flowerse.
Smithers se poprvé objevil v Homerově odysee, což byla 3. epizoda 1. řady, ačkoli je slyšet přes reproduktor v premiérovém dílu seriálu Vánoce u Simpsonových. Při své prvním vizuálním výskytu v Homerově odysee byl Smithers omylem animován špatnou barvou a byl barevným stylistou Gyorgyi Pelucem vytvořen tmavší než většina postav. David Silverman prohlásil, že Smithers měl být vždy „bílý patolízal pana Burnse“ a štáb si myslel, že „by nebyl dobrý nápad mít černou podřízenou postavu“, a tak mu pro další epizodu změnil zamýšlenou barvu. Silverman tuto chybu ospravedlnil tím, že Smithers byl opálený z nedávné dovolené v Karibiku. Poprvé se žlutý Smithers objevil v epizodě Taková nenormální rodinka, 4. dílu 1. řady. 

## Vývoj
Vztah pana Smitherse s panem Burnsem byl dlouho běžícím gagem v seriálu Simpsonovi. Smithers je poslušný a patolízalský asistent pana Burnse. Často se objevovaly silné narážky na Smithersovy skutečné city k jeho šéfovi, přičemž jedna z prvních zmínek se objevila v epizodě Mluvící hlava z 1. řady. Smithersova sexuální orientace byla často zpochybňována, někteří fanoušci tvrdili, že je „burnssexuál“ a přitahuje ho pouze jeho šéf, zatímco jiní tvrdili, že je gay. Během éry Billa Oakleyho a Joshe Weinsteina se stále snažili udržet jeho sexualitu nevyřčenou a mezi scenáristy se vedly debaty o jeho orientaci. Al Jean, jenž si o Smithersovi myslí, že je „burnssexuál“, se domníval, že kdyby byl pan Burns žena, pak by Smithers nebyl gay. David Silverman, bývalý režisér supervize, uvedl, že Smithers „se zdá být zaměřen na jednoho konkrétního člověka, na rozdíl od čehokoli nad jeho rámec“, a že spíše než gay „je tak trochu burnssexuál“. Ve studii, kterou v roce 2006 provedla Gay & Lesbian Alliance Against Defamation, bylo zjištěno, že devět z 679 hlavních a vedlejších postav ve scénářích televizního vysílání jsou gayové nebo lesby, ale Smithers mezi ně zahrnut nebyl. Seznam zveřejněný stejnou organizací v roce 2008 Smitherse zahrnoval; Patty Bouvierová, lesbická sestra Marge Simpsonové, byla zahrnuta v obou seznamech.
Na tuto debatu se odkazuje ve Slavnostní epizodě, kdy moderátor dílu Troy McClure odpovídá na otázky diváků a jedna z nich zní: „Jak je to doopravdy s asistentem pana Burnse Smithersem? Víte, o čem mluvím.“. Následuje sestřih různých klipů, které ukazují Smithersovu touhu po panu Burnsovi, a nakonec McClure říká: „Jak vidíte, skutečná věc s Waylonem Smithersem je, že je to asistent pana Burnse. Je mu kolem čtyřicítky, je svobodný a v současné době bydlí ve Springfieldu. Děkujeme, že jste mu napsali!“.
Několik narážek na Smithersovu sexualitu se změnilo v bitvy s cenzory televizní stanice. Například ve Smithersově představě nahého pana Burnse vyskakujícího z narozeninového dortu v díle Medvídek cenzoři nechtěli, aby byl pan Burns nahý. Dalším příkladem je Marge jde do zaměstnání, kde je snová pasáž, v níž Smithers spí a Burns proletí oknem. Část ukazuje, jak k němu Burns letí a Smithers se tváří šťastně, ale původně trvala o několik sekund déle. Musela být zkrácena kvůli scénám, které ukazovaly, že „pan Burns přistává v určité poloze na Smithersově anatomii“. Problémy byly také s „boulí v jeho posteli“, která byla podle animátorů nakreslena jako jeho koleno, ale cenzoři si ji špatně vyložili.
Ve druhé řadě začali scenáristé rádi psát o vztahu Smitherse a Burnse a autoři často navrhovali epizody s nimi jako ústředním tématem, ale mnohé z nich se nikdy neuskutečnily.
Hlavně v prvních řadách měl Smithers hlášku, která pochází z opakujícího se vtipu, že pan Burns si nikdy nepamatuje, kdo je Homer Simpson. Smithers a Burns sledovali Homera (obvykle přes záznam z bezpečnostní kamery) a Burns se ptal: „Kdo je ten člověk?“, na což Smithers odpovídal: „To je Homer Simpson, pane, jeden z vašich…“. Burns by vždy odpověděl: „Simpson?“.
V září 2015 bylo Jeanem potvrzeno, že se Smithers přizná k panu Burnsovi v epizodě 27. řady. Epizoda Burnsova klec byla odvysílána v dubnu následujícího roku a Smithers se v ní neúspěšně pokusil od Burnse odejít. Redaktor britského progresivního časopisu New Statesman měl za to, že epizoda z předchozího vtipkování a narážek, jež byly nyní považovány za homofobní, udělala vážný příběh o gayství postavy.

## Přijetí
V roce 2004 producenti Simpsonových oznámili, že jedna z jejich postav učiní veřejné prohlášení. Spekulace o tom, kdo to bude, otiskly noviny po celých Spojených státech a Kanadě (dokonce tvrdily, že Smithersova „sexuální orientace je asi nejhůře střeženým tajemstvím ve Springfieldu“) a také v Austrálii, na Novém Zélandu, v Irsku (deník Irish Independent označil Smitherse za „příliš jasnou“ volbu) a ve Spojeném království. Přestože Matt Groening žertoval, že to bude Homer, deník Boston Herald vypočítal pravděpodobnost, že několik postav bude gayi, přičemž pravděpodobnost, že to bude Smithers, byla milion ku jedné. Společnost PlanetOut Inc. uspořádala v týdnech před uvedením epizody internetovou anketu, která měla na základě „cartoon gaydar“ určit, kdo je v Simpsonových gayem, přičemž 97 % respondentů zvolilo Smitherse. Jenny Stewartová, redaktorka zábavního webu, o anketě napsala: „Nikdy jsme neměli takovou lavinu hlasujících v žádné z našich anket jako v případě Simpsonových.“. Byla to Patty Bouvierová, která se přiznala.
V článku z roku 2007 časopis Entertainment Weekly označil Smitherse za 16. nejlepšího společníka všech dob. Smitherse a pana Burnse také označili za „nejfunkčnější televizní dysfunkční pár“. Star News Online označil Smithersovu bláznivou cestu za jeden ze 400 důvodů, proč Simpsonovy milují. V článku z roku 2003 označil časopis Entertainment Weekly dvojdíl Kdo postřelil pana Burnse?, v němž Smithers výrazně vystupoval, za 25. nejlepší epizodu seriálu. Portál Gay.com zařadil Smitherse na šesté místo mezi kreslenými postavičkami.

## Další výskyty
Smithers byl vytvořen jako akční figurka a v rámci řady hraček World of Springfield byly vydány čtyři různé verze. První z nich zobrazuje Smitherse v jeho normálním oblečení s obrázkem pana Burnse u nohou a byla vydána v roce 2000. Druhá, vydaná v roce 2002, je nazvána „resort Smithers“ a zobrazuje ho oblečeného tak, jak byl v resortu v epizodě Homer ve službě. V roce 2003 byla vydána série figurek exkluzivně pro Electronics Boutique a byla v ní zahrnuta sada jedné figurky pana Burnse a dvou různých hraček Smitherse podle dílu Medvídek. Jedna, nazvaná „Bobo Smithers“, zobrazuje Smitherse oblečeného jako plyšového medvídka pana Burnse Bobo; a druhá, známá jako „future Smithers“, ho zobrazuje jako robotického psa. „Future Burns“ byl do sady zařazen jako doplněk k „future Smithersovi“ a zobrazuje Burnse jako robota, jak se objevil na konci epizody.